# Area metropolitana di Seul

Mappa della Corea del Sud, con evidenziata lArea metropolitana di Seul

L'area metropolitana di Seul (수도권?, 首都圈?, SudogwonLR; in inglese Seoul National Capital Area) è una grande area metropolitana situata in Corea del Sud e comprendente la città speciale di Seul, la città metropolitana di Incheon, tutto il Gyeonggi-do e alcune città satellite. In questa zona vive il 49% della popolazione sudcoreana.
Con circa 25,5 milioni di abitanti (al 2020) è la quarta area metropolitana del mondo per popolazione, e copre un'area di circa 12,500 km².

## Città

### Quartieri speciali di Seul
- Distretto di Dobong (도봉구; 道峰區)
- Distretto di Dongdaemun (동대문구; 東大門區)
- Distretto di Dongjak (동작구; 銅雀區)
- Distretto di Eunpyeong (은평구; 恩平區)
- Distretto di Gangbuk (강북구; 江北區)
- Distretto di Gangdong (강동구; 江東區)
- Distretto di Gangnam (강남구; 江南區)
- Distretto di Gangseo (강서구; 江西區)
- Distretto di Geumcheon (금천구; 衿川區)
- Distretto di Guro (구로구; 九老區)
- Distretto di Gwanak (관악구; 冠岳區)
- Distretto di Gwangjin (광진구; 廣津區)
- Distretto di Jongno (종로구; 鍾路區)
- Distretto di Jung (중구; 中區)
- Distretto di Jungnang (중랑구; 中浪區)
- Distretto di Mapo (마포구; 麻浦區)
- Distretto di Nowon (노원구; 蘆原區)
- Distretto di Seocho (서초구; 瑞草區)
- Distretto di Seodaemun (서대문구; 西大門區)
- Distretto di Seongbuk (성북구; 城北區)
- Distretto di Seongdong (성동구; 城東區)
- Distretto di Songpa (송파구; 松坡區)
- Distretto di Yangcheon (양천구; 陽川區)
- Distretto di Yeongdeungpo (영등포구; 永登浦區)

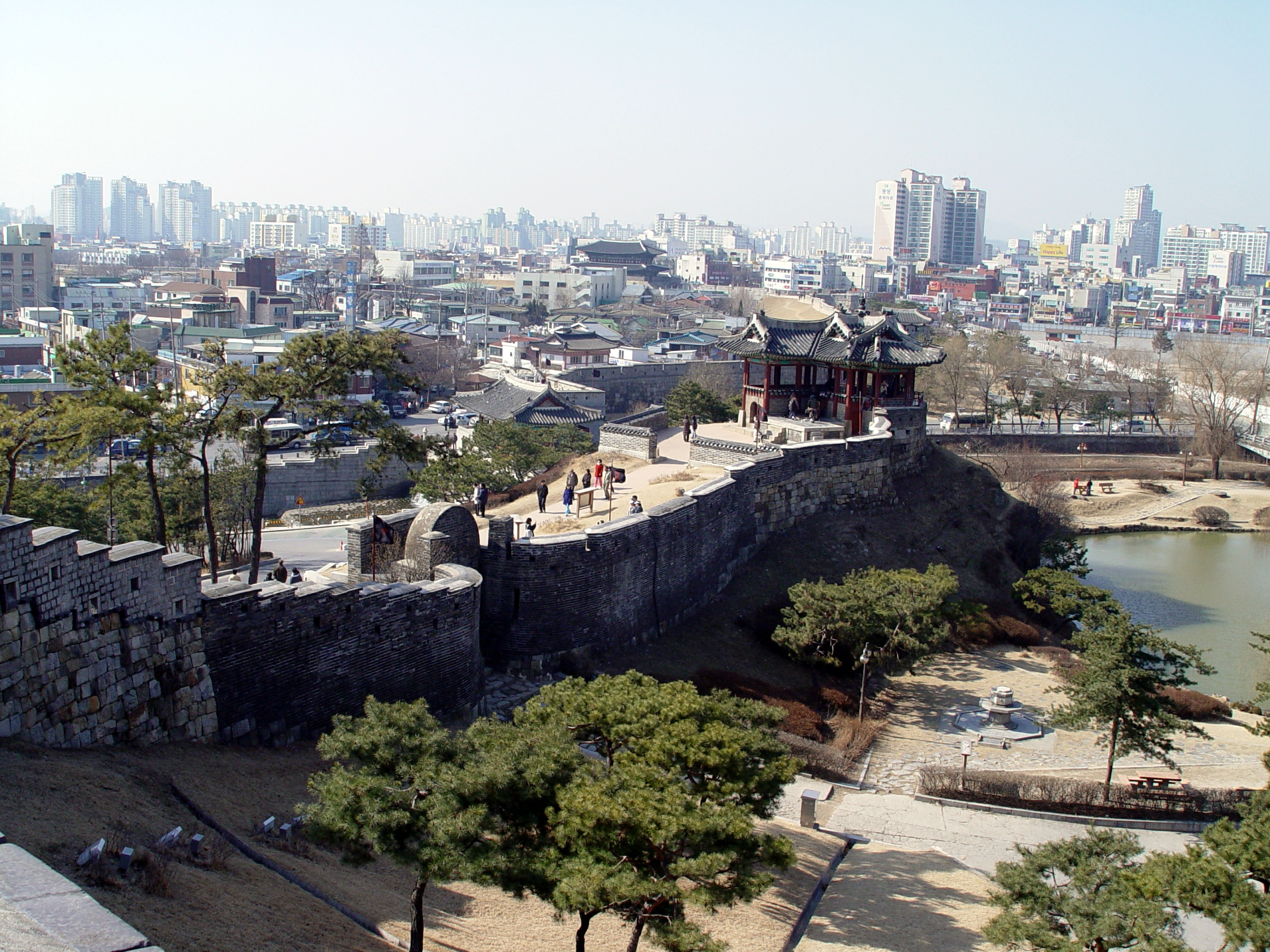
La fortezza Hwaseong di Suwon

- Distretto di Yongsan (용산구; 龍山區)

### Quartieri speciali di Incheon
- Distretto di Bupyeong (부평구; 富平區)
- Distretto di Dong (동구; 東區)
- Distretto di Gyeyang (계양구; 桂陽區)
- Distretto di Jung (중구; 中區)
- Distretto di Michuhol (미추홀구; 彌鄒忽區)
- Distretto di Namdong (남동구; 南洞區)
- Distretto di Seo (서구; 西區)
- Distretto di Yeonsu (연수구; 延壽區)
- Distretto di Ganghwan (강화군; 江華郡)
- Distretto di Ongjinn (옹진군; 甕津郡)

### Altre città del Gyeonggi-do

#### Suwon
I quattro distretti di Suwon (수원; 水原).

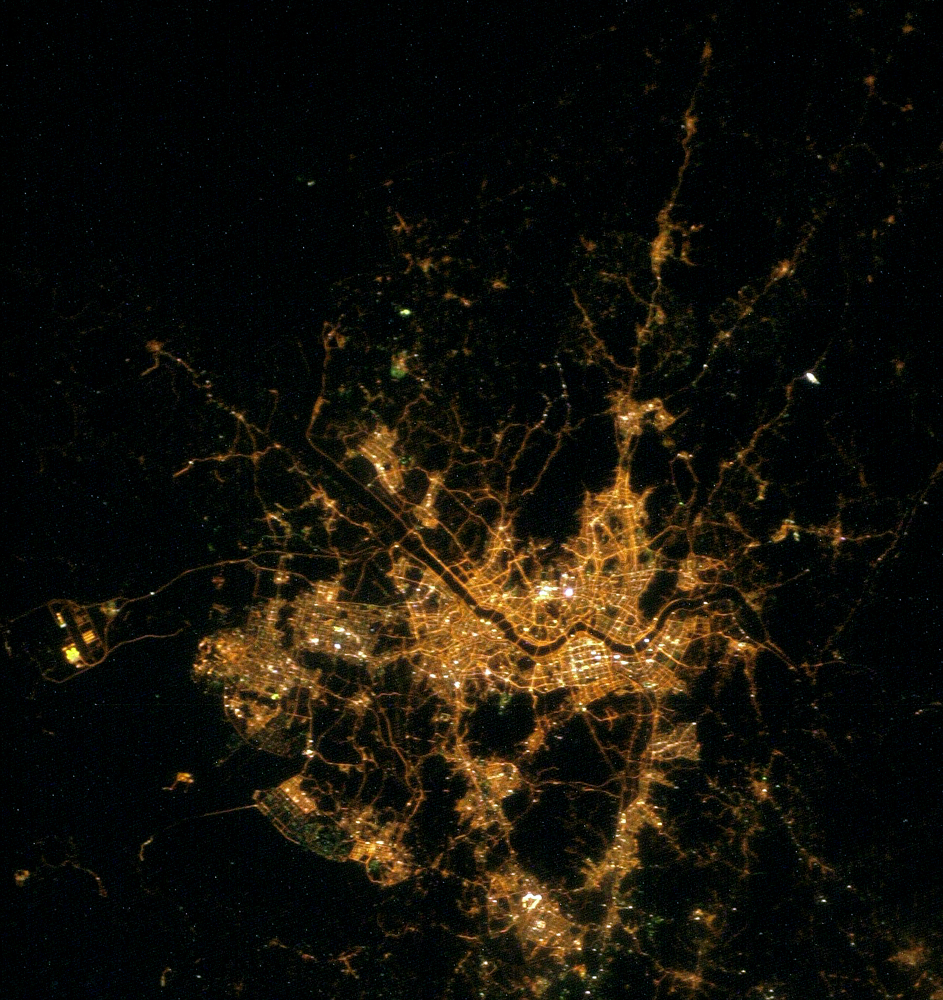
L'area di Seul di notte vista dal satellite

- Distretto di Paldal (팔달구; 八達區)
- Distretto di Yeongtong (영통구; 霊通區)
- Distretto di Jangan (장안구; 長安區)
- Distretto di Gwonseon (권선구; 勸善區)

#### Ansan
I due distretti di Ansan (안산; 安山).
- Distretto di Danwon (단원구; 檀園區)
- Distretto di Sangnok (상록구; 常綠區)

#### Anyang
I due distretti di Anyang (안양; 安養).
- Distretto di Dongan (동안구; 東安區)
- Distretto di Manan (만안구; 萬安區)

#### Bucheon
I tre distretti di Bucheon (부천; 富川).
- Distretto di Ojeong (오정구; 梧亭區)
- Distretto di Wonmi (원미구; 遠美區)
- Distretto di Sosa (소사구; 素砂區)

#### Goyang
I tre distretti di Goyang (안산; 安山).
- Distretto di Ilsanseo (일산서구; 一山西區)
- Distretto di Ilsandong (일산동구; 一山東區)
- Distretto di Deogyang (덕양구; 德陽區)

#### Seongnam
I tre distretti di Seongnam (성남; 城南).
- Distretto di Bundang (분당구; 盆唐區)
- Distretto di Jungwon (중원구; 中原區)
- Distretto di Sujeong (수정구; 壽井區)

#### Yongin
I tre distretti di Yongin (용인; 龍仁).
- Distretto di Cheoin (처인구; 處仁區)
- Distretto di Giheung (기흥구; 器興區)
- Distretto di Suji (수지구; 水枝區)

#### Altre città
- Anseong (안성; 安城)
- Dongducheon (동두천; 東豆川)
- Gimpo (김포; 金浦)
- Goyang (고양; 高陽)
- Gunpo (군포; 軍浦)
- Guri (구리; 九里)
- Gwacheon (과천; 果川)
- Gwangju (광주; 廣州)
- Gwangmyeong (광명; 光明)
- Hanam (하남; 河南)
- Hwaseong (화성; 華城)
- Icheon (이천; 利川)
- Namyangju (남양주; 南楊州)
- Osan (오산; 烏山)
- Paju (파주; 坡州)
- Pocheon (포천; 抱川)
- Pyeongtaek (평택; 平澤)
- Siheung (시흥; 始興)
- Uijeongbu (의정부; 議政府)
- Uiwang (의왕; 儀旺)
- Yangju (양주; 楊州)
- Gapyeong (가평군; 加平郡)
- Yangpyeong (양평군; 揚平郡)
- Yeoju (여주군; 驪州郡)
- Yeoncheon (연천군; 漣川郡)

| Controllo di autorità | GND (DE) 4474964-8 |